# Turnpike Lane
Turnpike Lane is een gebied in het Londense bestuurlijke gebied Haringey, in de regio Groot-Londen, genoemd naar de belangrijkste verkeersader die de wijk doorkruist, Turnpike Lane.  Aan het oostelijke einde van deze straat ligt het metrostation Turnpike Lane en een gelijknamig busstation.

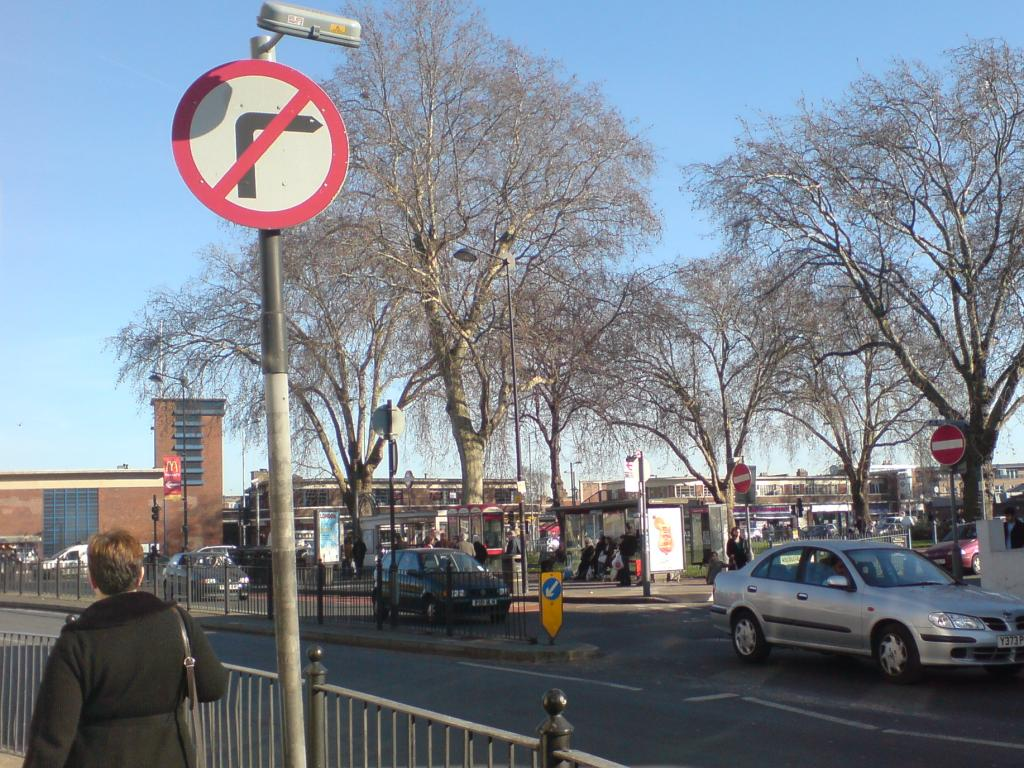
Turnpike Lane in 2010